# Oligonychus rusticus
Oligonychus rusticus är en spindeldjursart som beskrevs av Meyer 1974. Oligonychus rusticus ingår i släktet Oligonychus och familjen Tetranychidae. Inga underarter finns listade i Catalogue of Life.